# Товариство любителів хмар
Товариство любителів хмар — товариство, засноване Ґевіном Претором-Піннеєм у Великій Британії в січні 2005 року. Суспільство прагне сприяти розумінню і визнанню хмар, і мало більш 60000 членів по всьому світу від 120 різних країн, у 2023 році.
Yahoo назвав сайт товариства як «найбільш дивну і дивовижну знахідку в Інтернеті в 2005 році». Група та її засновник були в центрі уваги документального Cloudspotting BBC, ґрунтуючись на книзі Претора-Піннея «Керівництво по Cloudspotter».

## Історія суспільства
Засновником товариства є Гевін Претор-Пінней, англійський письменник, автор науково-популярних книг. Він завжди любив спостерігати за хмарами, і його дивувало, що більшість людей зовсім не помічали хмари або сприймали їх виключно як прикру перешкоду. Тому одного разу, на літературному фестивалі в Корнуоллі, він оголосив про створення нового суспільства - «Товариства любителів хмар». Відразу ж після лекції його оточили бажаючі вступити в суспільство, і вже через рік кількість членів досягло 1800.
Станом на березень 2016 року, «Товариство любителів хмар» налічує 40 568 членів з 112 країн. Найбільша їх кількість мешкає у Великій Британії (23 430), США (7701) і Австралії (2435).